# Claes Sundin
Claes Robert Mortimer Sundin, född den 20 januari 1945 i Engelbrekts församling i Stockholm, död den 10 april 2014, var en svensk militär.
Sundin blev officer vid Skånska luftvärnsregementet 1966 samt befordrades till kapten 1972 och major 1977. Han tjänstgjorde 1978–1981 vid Generalstaben och som detaljchef vid Arméstaben. Åren 1981–1982 tjänstgjorde han vid Roslagens luftvärnsregemente. Han var lärare och kurschef vid Militärhögskolan 1982–1986, 1983 befordrad till överstelöjtnant. Åren 1986–1988 var han chef för Luftvärnsavdelningen vid Arméstaben och 1988–1989 bataljonschef vid Roslagens luftvärnsregemente. Han befordrades 1989 till överste och var linjechef vid Militärhögskolan 1989–1992. Åren 1992–1994 var han chef för Luleå luftvärnsregemente (från 1994 Norrlands luftvärnskår). Han var chef för Frivilligavdelningen vid Högkvarteret 1994–1995, projektledare vid Militärhögskolan 1995–1997 och tjänstgjorde vid Försvarshögskolan 1997–2000.
Claes Sundin invaldes 1991 som ledamot av Kungliga Krigsvetenskapsakademien och var akademiens andre sekreterare 2001–2008.
Sundin karakteriseras så här i en nekrolog: ”Claes Sundin var en reflekterande och ifrågasättande officer och var tydlig i sitt ställningstagande. Han hade inte mycket till övers för personer som hävdade sin ställning för att få rätt i en sakfråga. Hans förmåga att argumentera för vad han tyckte var rätt följde honom genom livet.”